# Přední Kout
Přední Kout är en kulle i Tjeckien. Den ligger i den sydöstra delen av landet, 210 km sydost om huvudstaden Prag. Toppen på Přední Kout är 410 meter över havet.
Terrängen runt Přední Kout är huvudsakligen platt.Runt Přední Kout är det ganska tätbefolkat, med 100 invånare per kvadratkilometer. Närmaste större samhälle är Hustopeče, 4,6 km sydväst om Přední Kout. Trakten runt Přední Kout består till största delen av jordbruksmark.